# Rudi Goguel
Rudolf Oskar Goguel dit Rudi Goguel, né le 21 avril 1908 à Strasbourg (Alsace-Lorraine annexée par l'Allemagne après 1870) et mort le 6 octobre 1976 à Berlin-Est (RDA), est un résistant allemand pendant la période du nazisme en Allemagne. Comme membre du Parti communiste d'Allemagne (KPD), il fut arrêté et déporté. Durant sa détention au camp de concentration de Börgermoor, il composa en 1933 dans le « quartier des malades » du camp la musique du Chant des marais (Das Moorsoldatenlied en allemand), qui devint le chant de tous les déportés.

## Biographie
Rudolf Goguel grandit dans une famille bourgeoise alsacienne. Après avoir passé l’Abitur à Fribourg-en-Brisgau en 1926, il fait un apprentissage d'employé commercial et travaille dans le service publicité d'un fabricant de machines de Düsseldorf.
En 1930, il entre au Parti communiste d'Allemagne (KPD) et au Opposition syndicale révolutionnaire (de) (RGO) (Revolutionäre Gewerkschafts Opposition, syndicat communiste). Il est licencié en 1932 à cause de son engagement politique au KPD. Après la prise de pouvoir des nazis, il est arrêté et déporté dans le camp de Börgermoor dans l'Emsland ; là-bas, il compose la mélodie du chant des déportés, le Moorsoldatenlied. Après sa libération en 1934, il entre dans la clandestinité et travaille dans l'illégalité pour le KPD. En même temps, son premier plus grand conflit avec le Parti se produit. Le 27 septembre 1934, il est arrêté pour la deuxième fois, torturé et tente alors de se suicider. Dans un procès judiciaire, il est condamné à dix ans de prison pour « préparation d'une entreprise de haute trahison ». Il purge sa peine de 1934 à 1944 dans les pénitenciers de Lüttringhausen, Wolfenbüttel, Celle et Hameln. Après avoir été libéré de sa détention, le 27 septembre 1944, il est repris immédiatement en détention préventive et déporté du camp de Sachsenhausen au camp de Neuengamme. Ce camp est évacué début mai 1945 devant l'arrivée des soldats britanniques et l'invasion des forces armées alliées. Les déportés de ce camp sont embarqués sur des bateaux-prisons ancrés dans la Baie de Lübeck. Goguel compte parmi les quelques survivants des bombardements de cette flotte par des avions britanniques le 3 mai 1945.
Après la fin de la Seconde Guerre mondiale, Goguel part en Allemagne du sud et travaille à partir de 1946 comme rédacteur et homme politique pour le KPD de Südbaden. Pendant ce temps-là, il rédige son autobiographie Es war ein langer Weg ("Ce fut un long chemin"). En 1949, il est candidat à l'élection du Bundestag pour le KPD. Après des épurations massives dues aux dissensions internes au KPD, Goguel se différencie désormais à chaque engagement pour son Parti. En 1952, il va à Berlin-Est et exerce un emploi à l'Institut allemand pour l'Histoire contemporaine (DIZ). De 1959 à 1968, il est chef de section à l'Université Humboldt de Berlin pour l'Histoire de l'impérialisme ("Recherches de l'Est"). En 1964, il est le cofondateur de l'Association des déportés du camp de Neuengamme et entre dans le Comité des résistants antifascistes de la République démocratique allemande. Son livre sur son expérience à bord du Cap Arcona est publié en 1972. Un an plus tard, sa contribution dans le livre collectif Juden unterm Hakenkreuz (Juifs sous la Croix gammée) paraît. Goguel meurt le 6 octobre 1976 à l'âge de 68 ans d'une attaque cérébrale et est enterré civilement au Cimetière central de Friedrichsfelde dans Friedrichsfelde à Berlin.

## Publications
- (de) Es war ein langer Weg. Düsseldorf : Mahn- und Gedenkstätte, 2007
- (de) Es war ein langer Weg., Düsseldorf : Förderkreis der Mahn- und Gedenkstätte Düsseldorf, 2007
- (de) Cap Arcona. Francfort-sur-le-Main : Röderberg-Verlag, 1982, 2e édition.
- (de) Antifaschistischer Widerstand und Klassenkampf. Berlin : Militärverlag der Dt. Demokrat. Republik, 1976.
- (ru) Kap Arkona. Moscou : Izdatel'stvo Progress, 1975.
- (de) Antifaschistischer Widerstandskampf. Berlin : Zentralleitung d. Komitees d. Antifaschist. Widerstandskämpfer d. RDA, 1974
- (de) Cap Arcona. Francfort-sur-le-Main : Röderberg-Verlag, 1972
- (de) Studien zur Geschichte der sozialistischen Länder Europas. Berlin : Humbold-Universität, 1968.
- (de) Über die Mitwirkung deutscher Wissenschaftler am Okkupationsregime in Polen im zweiten Weltkrieg. Berlin, 1964.
- (ru) Oder-Nejsse granica mira. Moscou : Izd. inostrannoj literatury, 1960.
- (pl) Nauka w służbie "Drang nach Osten" (Science au service de la « Drang nach Osten »). Berlin : Secrétariat d’État à l’enseignement supérieur et de la formation [Staatssekretariat f. d. Hoch- u. Fachschulwesen], 1960.
- (de) Polen, Deutschland und die Oder-Neisse-Grenze. Berlin : Rütten & Loening, 1959.
- (de) Oder-Neisse. Berlin : Kongress-Verl., 1956, 2e édition.
- (de) [Referentenmaterial] / Sekt. Gesamtdeutsche u. internat. Fragen. / 1956. / H. 11. Wie es zur Oder-Neisse-Grenze kam. 1956.
- (de) Oder-Neisse. Berlin : Kongress-Verl., 1955.
- (de) Es war ein langer Weg. Singen/Hohentwiel : Volksverlag, 1948.
- (de) Es war ein langer Weg. Düsseldorf : Komet-Verlag, 1947.